# 비치 사커 월드와이드
비치 사커 월드와이드(영어: Beach Soccer Worldwide)는 축구의 파생 스포츠인 비치 사커를 총괄하는 스포츠 조직이다.
BSWW의 창립 파트너가 1992년에 처음으로 비치 사커의 규칙을 성문화 하는 등의 활동했지만 이후 2000년 후반에 들어서 전 세계에서 주로 국가 대표팀 간의 국제 비치 사커 대회를 조직하기 위한 단일 기관의 설립 목적으로 만들어졌다 . 이 조직은 2005년에 BSWW에서 스포츠 관리 기구 지위를 인수한 FIFA와 같이 비치 사커의 규칙을 확립하고 전 세계 스포츠를 확산 및 발전시키는 데 가장 큰 역할을 한 것으로 인정받고 있다 스포츠의 주요 규정을 수립한 FIFA는 BSWW의 프레임워크를 인정하여 BSWW의 규칙을 비치 사커의 공식 규칙으로 만들고 모든 수정 사항을 통제하였다.
오늘날 FIFA의 관리 아래 BSWW는 계속해서 유럽을 중심으로 전 세계에서 비치 사커 토너먼트 (100개 이상의 스포츠 국가대표팀과 새로 설립된 클럽 대회) 및 발전(FIFA의 지원으로)을 조직하는 주요 조직으로 남아 있다. 창립자들은 또한 비치 사커 월드 챔피언십을 설립했으며,  2005년에 FIFA의 FIFA Beach Soccer SL과 파트너십을 맺어 새롭게 명명된 FIFA 비치 사커 월드컵을 관리하는 역할을 맡았다.
조직 구성원은 FIFA의 비치 사커 위원회에서 활동한다.